# Aeroporto Internacional General Francisco Javier Mina
O Aeroporto Internacional General Francisco Javier Mina ou Aeroporto Internacional de Tampico, é um aeroporto mexicano localizado no centro da Região metropolitana de Tampico, no município de mesmo nome. O aeroporto é o segundo em importância de todo o noroeste do país somente atrás do Aeroporto Internacional Mariano Escobedo.

## Histórico
O aeroporto de Tampico pode-se considerar como o primórdio da aviação comercial no México porque na década de vinte se realizou o primeiro voo da Compañía Mexicana de Aviación entre Tampico e a Cidade do México. 
Outro feito importante a respeito do aeroporto é que foi o primeiro equipado com aproximação ILS em todo o México.

## Características
Conta com instalações cômodas e com os serviços necessários para atender as necessidades da crescente demanda tanto de mulheres e homens de negócios assim como de turistas. Entre as inovações, é importante destacar a remodelação das salas de espera e a sala de reclamação de bagagem; as ampliações da área de Migração e novos locais comerciais.
Em 2018, Tampico recebeu 736.627 passageiros, enquanto em 2019, recebeu 739.143 passageiros, segundo dados publicados pelo Grupo Aeroportuário do Centro-Norte do México (OMA).
Quanto ao transporte aéreo, Tampico está em constante adaptação como ponto direto em voos domésticos e internacionais. As linhas aéreas que no momento têm mais operações são: Interjet, Viva Aerobus e Aeroméxico em voos domésticos e Continental Airlines em voos internacionais.
O aeroporto foi nomeado em homenagem a Francisco Javier Mina, guerrilheiro espanhol na Guerra da Independência e defensor da Independência do México.

## Linhas Aéreas e Destinos
- Aeroméxico
  - Cidade do México / Aeroporto Internacional da Cidade do México
  - Guadalajara / Aeroporto Internacional de Guadalajara
  - Monterrey / Aeroporto Internacional Mariano Escobedo

- Interjet
  - Cidade do México / Aeroporto Internacional da Cidade do México

- Viva Aerobus
  - Cidade do México / Aeroporto Internacional da Cidade do México
  - Monterrey / Aeroporto Internacional Mariano Escobedo

- Continental Airlines
  - Houston / Aeroporto Intercontinental George Bush

## Ligações Externas
- Grupo Aeroportuário do Centro-Norte do México (em castelhano)
- Aeroporto de Tampico (em castelhano)